# Pommerloch
Pommerloch (Luxemburgs: Pommerlach) is een plaats in de gemeente Winseler en het kanton Wiltz in Luxemburg.

## Gebied
Pommerloch ligt aan de Belgisch-Luxemburgse grens, noordwestelijk van Luxemburg-stad. De plaats ligt aan de N15 en is in de 21e eeuw bekend geworden om haar Knauf winkelcentrum. Dagjesmensen uit Luxemburg en België alsmede toeristen komen hierop af.